# V Liceum Ogólnokształcące w Bydgoszczy
V Liceum Ogólnokształcące im. Ignacego Paderewskiego – jedno z 18 liceów ogólnokształcących w Bydgoszczy, położone przy ul. Szarych Szeregów 4a. Obecnie dyrektorem szkoły jest Leszek Siekierski, a zastępcą dyrektora Grzegorz Waszkiewicz.
W marcu 2018, w związku z ustawą dekomunizacyjną, dotychczasowego patrona Leona Kruczkowskiego, zastąpiono nowym, którym został Ignacy Jan Paderewski. Odpowiednią uchwałę Rada Miasta przyjęła 28 marca 2018, a uroczyste wręczenie sztandaru nastąpiło 4 września 2018. W listopadzie 2019 roku otwarto przy szkole basen pływacki Piąta Fala. Na cześć powstania wyczekiwanego obiektu piosenkę o bydgoskim basenie przy V LO zaśpiewała Aga Zaryan, słowa napisał Artur Andrus.

## Historia
1 września 1955 roku powstała szkoła Podstawowa wraz z Liceum Ogólnokształcącym nr 5 przy ulicy Janka Krasickiego (dziś Krzysztofa Kamila Baczyńskiego). Zespołem szkół kierował Alojzy Goliński. W 1964 roku szkoła przeniosła się do budynku przy ul. Zacisze 16. W 1965 roku doszło do usamodzielnienia się Szkoły Podstawowej nr 57. Obie szkoły nadal miały jednego dyrektora Zdzisława Hermana. W ramach obchodów XX-lecia PRL w 1965 roku szkole nadano imię Leona Kruczkowskiego.  Od 1975 roku liceum funkcjonuje pod obecnym adresem przy ul. Szarych Szeregów 4.
Najdłużej urzędującym dyrektorem i legendą szkoły był Marian Szczerba. Kierował nią w latach 1969 – 1996 r. W latach 1996–2002 dyrektorem liceum była Tamara Jakubowska. Od 2002 roku szkołą kieruje Leszek Siekierski. 

## Profile klas
Klasa biologiczno-chemiczna z rozszerzonym programem nauczania chemii, biologii i matematyki 
- Języki obce: język angielski dla wszystkich i do wyboru niemiecki lub rosyjski

Klasa biologiczno-medyczna z rozszerzonym programem nauczania biologii, chemii, elementami ratownictwa 
- Języki obce: angielski i łacina dla wszystkich, do wyboru niemiecki lub rosyjski

Klasa humanistyczna z rozszerzonym programem nauczania j. polskiego, historii i wiedzy o społeczeństwie
- Języki obce: angielski dla wszystkich, do wyboru: niemiecki lub rosyjski

Klasa lingwistyczna z rozszerzonym programem nauczania j. angielskiego, j. niemieckiego i geografii
- Języki obce: angielski, niemiecki, rosyjski i elementy chińskiego dla wszystkich

## Znani absolwenci
- Adam Marcinkowski – rektor Uniwersytetu Kazimierza Wielkiego[4]
- Aleksander Fedorowicz – dyplomata i tłumacz, zginął w katastrofie w Smoleńsku
- Mirosław Gołuński (1973–2022) – literaturoznawca, profesor Uniwersytetu Kazimierza Wielkiego w Bydgoszczy
- Dariusz Tomasz Lebioda – poeta i krytyk literacki
- Sławomira Wronkowska-Jaśkiewicz – prawniczka, prorektor UAM w Poznaniu
- Jarosław Żamojda – reżyser
- Andrzej Zybertowicz – socjolog,  profesor UMK w Toruniu